# 西安地铁14号线
西安地铁14号线是西安地铁运营中的一条贯通运营的线路。线路起自位于西安咸阳国际机场的机场西站，终于贺韶站。线路全长42.96公里，共设18站。线路标识色为 Pantone 3115C 。其中在建设和初期运营时被称为西安机场城际轨道的机场西至西安北站段于2019年9月29日开通运营，而建设时即被称为西安地铁14号线的西安北站至贺韶段于2019年开工，并于2021年6月29日开通运营。初期暫緩開通的機場站於2025年2月18日開通運營。

## 历史
2019年8月14日，西安地铁官网发布《西安市地铁十四号线（北客站～贺韶村）工程环境影响报告书》。
2019年9月29日，西安机场城际轨道通车，由陝西城際鐵路有限責任公司經營（該公司本身是陝西省鐵路集團有限責任公司的子公司）。
2020年2月21日，西安地铁官网公布西安地铁14号线车站及停车场初步命名方案。
2021年1月1日，西安市轨道交通集团有限公司接管陕西城际铁路有限公司管理权，机场城际铁路线网层级业务纳入西安地铁线网管控中心统一管理。
2021年6月29日11时，14号线东段开通初期运营，与既有机场城际贯通统一为14号线。原机场城际段票价亦降低至与其他线路相同标准。
2022年9月20日，根据《地名管理条例》要求，14号线原“北客站（北广场）”更名为“西安北站”。
2025年2月18日，位于西安咸阳国际机场T5航站楼的机场（T5）站先于航站楼2天开通。

## 车站列表
| 工程名         | 站名            | 行政区 | 行政区 | 启用日期      | 接驳线路                   | 站台类型     |
| -------------- | --------------- | ------ | ------ | ------------- | -------------------------- | ------------ |
| 機場城際轨道   | 机场西          | 咸阳市 | 渭城区 | 2019年9月29日 | 西安咸阳国际机场           | 地下侧式站台 |
| 機場城際轨道   | 机场            | 咸阳市 | 渭城区 | 2025年2月18日 | 西安咸阳国际机场           | 地下岛式站台 |
| 機場城際轨道   | 空港新城        | 咸阳市 | 渭城区 | 2019年9月29日 |                            | 高架侧式站台 |
| 機場城際轨道   | 艺术中心        | 咸阳市 | 渭城区 | 2019年9月29日 |                            | 高架侧式站台 |
| 機場城際轨道   | 摆旗寨          | 咸阳市 | 渭城区 | 2019年9月29日 |                            | 高架侧式站台 |
| 機場城際轨道   | 长陵            | 咸阳市 | 渭城区 | 2019年9月29日 |                            | 高架侧式站台 |
| 機場城際轨道   | 秦汉新城        | 咸阳市 | 渭城区 | 2019年9月29日 |                            | 地面侧式站台 |
| 機場城際轨道   | 秦宫            | 咸阳市 | 渭城区 | 2019年9月29日 |                            | 高架侧式站台 |
| 機場城際轨道   | 渭河南          | 西安市 | 未央區 | 2019年9月29日 |                            | 高架侧式站台 |
| 機場城際轨道   | 西安北站        | 西安市 | 未央區 | 2019年9月29日 | - 西安北站 - 2号线 - 4号线 | 地下侧式站台 |
| 西安地铁14号线 | 文景山公园      | 西安市 | 未央區 | 2021年6月29日 |                            | 地下侧式站台 |
| 西安地铁14号线 | 西安工大·武德路 | 西安市 | 未央區 | 2021年6月29日 | 10号线                     | 地下岛式站台 |
| 西安地铁14号线 | 北辰            | 西安市 | 未央區 | 2021年6月29日 |                            | 地下岛式站台 |
| 西安地铁14号线 | 奥体中心        | 西安市 | 灞桥区 | 2021年6月29日 |                            | 地下岛式站台 |
| 西安地铁14号线 | 双寨            | 西安市 | 灞桥区 | 2021年6月29日 | 3号线                      | 地下岛式站台 |
| 西安地铁14号线 | 新寺            | 西安市 | 灞桥区 | 2021年6月29日 |                            | 地下岛式站台 |
| 西安地铁14号线 | 港务大道        | 西安市 | 灞桥区 | 2021年6月29日 |                            | 地下岛式站台 |
| 西安地铁14号线 | 贺韶            | 西安市 | 灞桥区 | 2021年6月29日 |                            | 地下岛式站台 |